# La Fura dels Baus

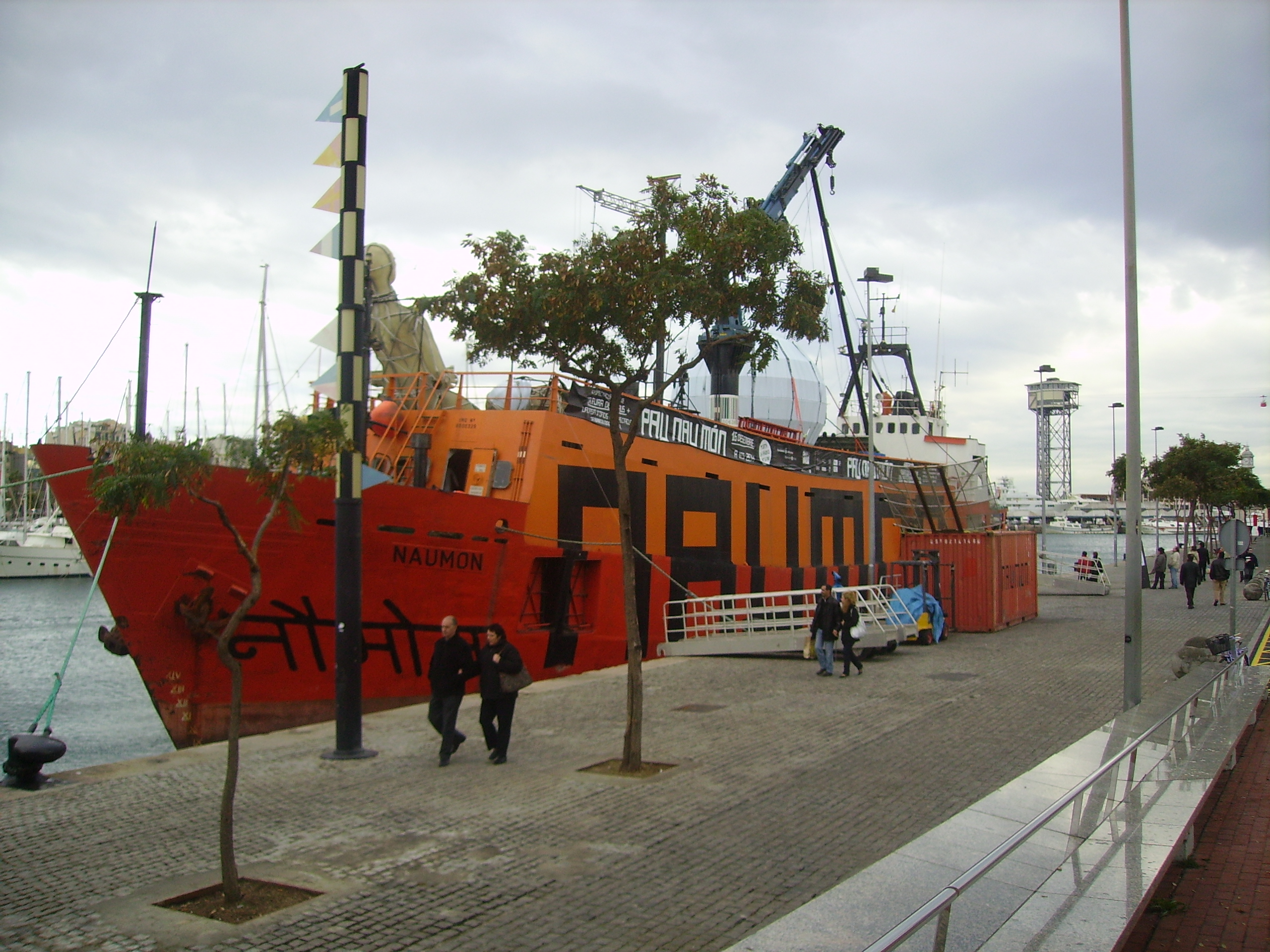
Naumon

La Fura dels Baus (du catalan : « le furet d'Els Baus », un lieu-dit) est une troupe de spectacle catalane née en 1979 avec le retour de la démocratie en Espagne, et composée à l’origine de dix personnes.

## Histoire
En 1992, elle réalise le spectacle de la cérémonie d'ouverture des Jeux Olympiques. 
En 2002, la compagnie joue le spectacle XXX, adapté de La Philosophie dans le boudoir,. De par sa mise en scène, elle déclenche plusieurs enquêtes des autorités,.
En 2004, elle achète un bateau, le Naumon, et donne des spectacles à chaque escale pendant quatre ans dont une à Lisbonne pour la coupe d'Europe de football et une à Newcastle avec Naumachia en 2007. En s'arrêtant à Gênes, elle enregistre sa meilleure audience avec 120 000 spectateurs.

## Ses créations

### Théâtre
- 1979 : Vida i miracles del pagès Tarino
- 1979 : Diluvi
- 1980 : Viatge al país dels Furabaus
- 1980 : Sant Jordi SA
- 1981 : Patatús
- 1981 : Cercata
- 1983 : Accions[9]
- 1985 : Dale un hueso a Nuba
- 1985 : Suz/o/Suz
- 1988 : Tier Mon[10]
- 1990 : Noun[11]
- 1994 : MTM[12]
- 1996 : Manes[13]
- 1999 : Fausto 3.0[14]
- 2000 : OBS[15]
- 2002 : XXX
- 2004 : Naumachia[6]
- 2005 : Obit
- 2005 : Órgano de luz 0.1.
- 2005 : Metamorfosis
- 2007 : Imperium
- 2008 : Borís Godunov
- 2015 : M.U.R.S.[1],[16]
- 2020 : Nueva Normalidad[17]

### Opéra
- 1999 : La Damnation de Faust[18]
- Die Zauberflöte
- Les Troyens'
- La Flauta Màgica
- DQ. Don Quijote (2000)
- L'Orfeó (2007)
- Siegfried (2008)
- Aida (2013)
- Œdipe (2016, Bruxelles, Londres)
- Thamos (Mozart, 1780) (2019, Salzburg)
- Ariane et Barbe-Bleue (2021, Opéra de Lyon)

### Spectacles de Rue
- Part de l'espectacle d'inauguració dels Jocs Olímpics Barcelona '92Barcelona (1992)
- Inauguració dels XV Jocs del Mediterrani Almería 2005 Almería (2005)
- Espectacle Cloenda Bicentenario de la Guerra de la Independencia, Plaza Mayor, Madrid (2008) 500.000 Espectadors

### Cinéma
- Fausto 5.0[19] (2001)